# Надлежащая клиническая практика
Надлежащая клиническая практика, GCP (сокр. от англ. good clinical practice) — международный стандарт этических норм и качества научных исследований, описывающий правила разработки, проведения, ведения документации и отчётности об исследованиях, которые подразумевают участие человека в качестве испытуемого (клинические исследования). 
Соответствие исследования этому стандарту говорит о публичном соблюдении:
- прав участников исследования;
- правил по обеспечению их безопасности;
- стремления к ненанесению вреда;
- требований к достоверности исследований.

Эти правила были инициированы в Хельсинкской декларации (англ. Declaration of Helsinki) Всемирной медицинской ассоциации.
Вместе с GMP (надлежащая производственная практика) и GLP (надлежащая лабораторная практика) GCP призван стандартизировать некоторые аспекты качества медицинского обслуживания населения.
В России действует ГОСТ Р 52379—2005 «Надлежащая клиническая практика», текстуально идентичный Руководству по надлежащей клинической практике (англ. Consolidated Guideline for Good Clinical Practice) Международного совета по гармонизации.
С 6 мая 2017 года в Евразийском экономическом союзе вступили в силу единые правила надлежащей клинической практики (GCP) в отношении обращения лекарственных средств.